# Tracy Caldwell
Tracy Caldwell-Dyson (Arcadia, 14 de agosto de 1969) é uma astronauta norte-americana especializada em química, física e comunicações de espaçonave.

## Biografia
A californiana Tracy entrou para a NASA em 1998 onde recebeu treinamento científico e técnico no ônibus espacial e sobre a Estação Espacial Internacional. No ano seguinte, integrou-se à joint-venture tecnológica entre os Estados Unidos e a Rússia participando do desenvolvimento e de testes de hardwares e softwares russos para a Estação Espacial Internacional. No ano 2000 ela serviu como astronauta de apoio em terra à tripulação da Expedição 5 da ISS, servindo como sua representante nas questões técnicas e operacionais durante o treinamento da missão e durante a estadia da equipe em órbita.
Em 8 de agosto de 2007 subiu pela primeira vez ao espaço como integrante da missão STS-118 Endeavour, para trabalhos na ISS, permanecendo em órbita terrestre por treze dias.
Em 2 de abril de 2010, Tracy voltou ao espaço integrando a tripulação da nave russa Soyuz TMA-18, para uma permanência de seis meses a bordo da Estação Espacial Internacional, como engenheira de voo e integrante das Expedições 23 e 24.
Tracy é a primeira astronauta norte-americana que nasceu depois do primeiro pouso na Lua realizado pela Apollo 11 em julho de 1969.